# Bauera rubioides
Bauera rubioides är en tvåhjärtbladig växtart som beskrevs av Joseph Banks och Henry Charles Andrews. Bauera rubioides ingår i släktet Bauera och familjen Cunoniaceae. Inga underarter finns listade i Catalogue of Life.